# Cornopteris parvisora
Cornopteris parvisora là một loài thực vật có mạch trong họ Woodsiaceae. Loài này được (C. Chr.) Tardieu miêu tả khoa học đầu tiên năm 1956.